# Kin Platt
Pour les articles homonymes, voir Platt et Kin.
Kin Platt (8 décembre 1911 – 30 novembre 2003) était un écrivain, artiste, peintre, sculpteur, caricaturiste et dessinateur de bandes dessinées américain, surtout connu pour avoir écrit des comédies radiophoniques et des séries télévisées animées, ainsi que des romans policiers pour enfants, dont l'un lui a valu le prix Edgar des Mystery Writers of America .

## Biographie
Il a également écrit et dessiné des bandes dessinées (créant un des premiers super-héros, Supermouse) et des bandes dessinées.

## Publications

### Livre pour enfants
- Big Max, illustrated by Robert Lopshire (1965)
- Walt Disney's Snow White and Donald Duck (Whitman, 1967; as Nick Tall)
- Walt Disney's Donald Duck Buried Treasure, illustrated by Anthony Strobl (Whitman, 1968; as Nick Tall)
- Woody Woodpecker and the Busy Beavers (Whitman, 1968; as Nick Tall)
- The Call of the Wild (comic book adaptation by Platt, illustrated by Fred Carrillo (Pendulum Press, 1973)
- Dr. Jekyll and Mr. Hyde (comic book adaptation by Platt, illustrated by Nestor Redondo) (Pendulum Press, 1973)
- Robert Louis Stevenson: Kidnapped (comic book adaptation as Nick Tall, illustrated by Frank Redondo) (Pendulum Press, 1974)
- Sir Arthur Conan Doyle: The Great Adventures of Sherlock Holmes (comic book adaptation as Nick Tall, illustrated by Nestor Redondo) (Pendulum Press, 1974)
- Big Max and the Mystery of the Missing Moose (HarperCollins, 1977)
- Darwin and the Great Beasts (Self-illustrated) (Greenwillow, 1992)
- Big Max and the Mystery of the Missing Giraffe, illustrated by Lynne Cravath (HarperCollins, 2005)

### Adolescents
- The Boy Who Could Make Himself Disappear (Chilton, 1968)
- Hey, Dummy (Chilton, 1971)
- Chloris and the Creeps (Chilton, 1973)
- Chloris and the Freaks (Bradbury, 1975)
- Headman (Greenwillow, 1975)
- The Terrible Love Life of Dudley Cornflower (Bradbury, 1976)
- Run for Your Life (F. Watts, 1977)
- Chloris and the Weirdos (Bradbury, 1978)
- The Doomsday Gang (Greenwillow, 1978)
- Dracula, Go Home (F. Watts, 1979)
- The Ape Inside Me (Crowell, 1980)
- Flames Going Out (Methuen, 1980)
- Brogg's Brain (Crowell, 1981)
- Frank and Stein and Me (F. Watts, 1982)
- Crocker (Lippincott, 1983)
- A Mystery for Thoreau (Farrar, Straus and Giroux, 2008)[1]

Les Trois Jeunes Détectives
- Mystery of the Coughing Dragon (Alfred Hitchcock and the Three Investigators series, Book 14) (1970; as Nick West), Le Dragon qui éternuait.
- Mystery of the Nervous Lion  (Alfred Hitchcock and the Three Investigators series, Book 16) (1971; as Nick West), Le Lion qui claquait des dents.

### "Steve Forrester"
- The Blue Man (Harper, 1961)
- Sinbad and Me (Chilton, 1966)
- The Mystery of the Witch Who Wouldn't (Chilton, 1969)
- The Ghost of Hellsfire Street (Delacorte, 1980)

### Mysteres
- Dead as They Come (Random House, 1972)
- A Pride of Women (Robert Hale, 1974)
- Murder in Rosslare (Walker, 1986)

### "Max Roper"
- The Pushbutton Butterfly (Random House, 1970)
- The Kissing Gourami (Random House, 1970)
- The Princess Stakes Murder (Random House, 1973)
- The Giant Kill (Random House, 1974)
- Match Point for Murder (Random House, 1975)
- The Body Beautiful Murder (Random House, 1976)
- The Screwball King Murder (Random House, 1978)

### "Hitman" Series (sous le pseudonyme de Kirby Carr)
- Who Killed You, Cindy Castle (Canyon Books, 1974)
- Let Me Kill You, Sweetheart (Canyon Books, 1974)
- The Girls Who Came To Murder (Canyon Books, 1974)
- They're Coming to Kill You, Jane (Canyon Books, 1975)
- You Die Next, Jill Baby (Major Books, 1975)
- You're Hired, You're Dead (Major Books, 1975)
- Don't Bet on Living Alice (Major Books, 1975)
- The Impossible Spy (Major Books, 1976)

### Adultes (sous plusieurs pseudonymes)
- Sex Heel as Guy West
- Group Grope as Alan West
- Pandora as Guy York
- Lovers & Exorcists as Wesley Simon York